# Údolím lásky
Údolím lásky je naučná stezka u Božic na Znojemsku. Její celková délka cca 5,4 km, přičemž se dá rozdělit na dva menší okruhy – Karlovský okruh (4,3 km) a Božický okruh (2,2 km).

## Vedení trasy
Stezka začíná u budovy vlakového nádraží Božice u Znojma, odkud míří podél železničního svršku na východ, ovšem přibližně po 350 metrech se stáčí pěšinou na sever, která posléze ústí na polní cestu. Tam se znovu stáčí na východ do lesa a po okraji obchází PP Karlov až na hráz rybníka Prostřední Karlov. Pod jeho hrází se vpravo nachází Hraběcí studánka z roku 1810. Stezka přechází po hrázi a následně se stáčí doleva na lesní cestu, kterou dává podél nivy Příčního potoka k rybníku Horní Karlov. Stezka pokračuje po cestě dál až k usedlostem u nádraží, přes silnici II/397 a po zpevněné polní cestě na hráz Božického rybníka, jehož revitalizace proběhla v roce 2004. Zde je možnost odpočinku. Za hrází se stezka stáčí k jihu podél lesa až na polní cestu, kterou se vrací podél trati zpět k nádražní budově.
V případě Karlovského okruhu se návštěvníci vrací zpět po již zmíněné silnici (tedy nejdou k Božickému rybníku), u Božického okruhu naopak nejdou ke Karlovským rybníkům.
Oblast je bohatá na různé druhy živočichů a rostlin. Z fauny jsou zastoupeny ondatry, užovky, vrkoče a z flóry dřín, konvalinka, lilie a růži.